# Jalen Lisse
Jalen Lisse (19 juli 2000) is een Surinaams atleet. Hij is gespecialiseerd in het onderdeel sprint. In 2024 deed hij mee aan de Olympische Zomerspelen in Parijs.

## Biografie
Jalen Lisse is aangesloten bij de vereniging Eagles. Hij legt zich toe op de 100 en 200 meter sprint. In de Topsporthal Vlaanderen in Gent sprintte hij in 2024 ook op de 60 meter. Hij verbrak toen zijn record met 6,88 seconden.
Hij deed in 2021 mee aan de Zuid-Amerikaanse kampioenschappen voor atleten onder de 23 jaar in Guayaquil in Ecuador en aan de Pan-Amerikaanse Junior Games in Cali in Colombia. Op beide toernooien liep hij de 100 meter in respectievelijk 10,75 en 10,77 seconden en kwam hij niet verder dan de voorronde.
In 2022 kwam hij in actie op de Zuid-Amerikaanse Spelen in Asunción in Paraguay. Hier bleef hij met 10,83 seconden eveneens steken in de voorronde.
In 2023 werd hij Surinaams winnaar op de 100 meter met een tijd van 10,87 seconden in het André Kamperveenstadion in Paramaribo.
In 2024 was hij een van de vijf Surinaamse deelnemers die uitgezonden werden naar de Olympische Zomerspelen in Parijs. Hij was een van de vier sporters die met behulp van een wildcard konden meereizen. Met een snelheid van 10,64 seconden op de 100 meter verbrak hij zijn eigen record. Hij werd in de voorronde vierde uit acht sprinters en ging niet door naar de finale. Hij noteerde op de Spelen de 22e snelste tijd.
Op de kunststofbaan van de sprintwedstrijden van de Yellow Birds bereikte hij de eindstreep van de 100 meter in 2023 ook al eens in 10,59 seconden.

## Persoonlijke records
- 60 meter (indoor): 6,88 s, 3 februari 2024 in Gent
- 100 meter (outdoor): 10,64 s (+0,3 m/s), 3 augustus 2024 in Parijs